# Kecamatan Sukanagara
Kecamatan Sukanagara är ett distrikt i Indonesien.   Det ligger i provinsen Jawa Barat, i den västra delen av landet, 100 km söder om huvudstaden Jakarta.